# Alfred Belpaire
Pour les articles homonymes, voir Belpaire.
Alfred Belpaire (1820-1893), est un centralien ingénieur aux Chemins de fer de l'État belge. Il est connu pour ses améliorations des locomotives à vapeur et notamment l'invention du « foyer plat » permettant de brûler du combustible à bas prix. Le foyer Belpaire est largement exporté, en Europe, en Amérique, et ailleurs dans le monde.

## Biographie
Né le 25 septembre 1820 à Ostende en Belgique. Il fait ses études à l'Athénée d'Anvers avant d'intégrer l'École centrale des arts et manufactures de Paris en 1837. Il en sort ingénieur-mécanicien en 1840 et s'engage en septembre de la même année dans l'Administration des Chemins de fer de l'État belge.
Il est d'abord chargé de diriger les ateliers de Malines, puis devient directeur du matériel à Bruxelles en 1850. À ce titre, il conçut de nombreux modèles de locomotives jusqu’à la fin des années 1880.

## Le foyer Belpaire

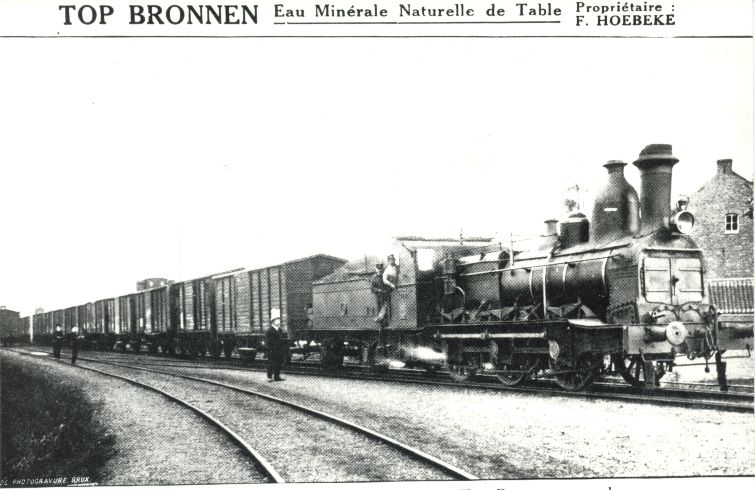
Une locomotive type 28, modèle conçu par Alfred Belpaire en 1864 et construit à plusieurs centaines d'exemplaires.

Pour améliorer le rendement des locomotives et remplacer le coke de basse qualité et de prix élevé utilisé jusqu’alors, il met au point une nouvelle forme de foyer pour augmenter la surface d'échange de chaleur avec la chaudière et pouvoir brûler du charbon tout venant, au rendement médiocre mais au prix très faible (il s'agit d'un sous-produit de l'extraction de la houille).
Jusqu'alors la voûte du foyer restait cylindrique dans le prolongement de la chaudière : en rendant le foyer plus proche d'une boîte parallélépipédique avec une voûte plate l'accroissement de surface était notable.
Finalisé dès 1864, le foyer Belpaire est  généralisé sur toutes les locomotives belges puis rencontre un succès important à l'étranger, notamment sur les locomotives du Great Western Railway britannique et du Pennsylvania Railroad américain.
Il trouvera en France un usage sur les locomotives de la Société alsacienne de constructions mécaniques. Des locomotives à foyer Belpaire furent conçues, concurremment avec d'autres types de foyers, jusqu'à la fin de la traction à vapeur.